# Michael J. Conrad

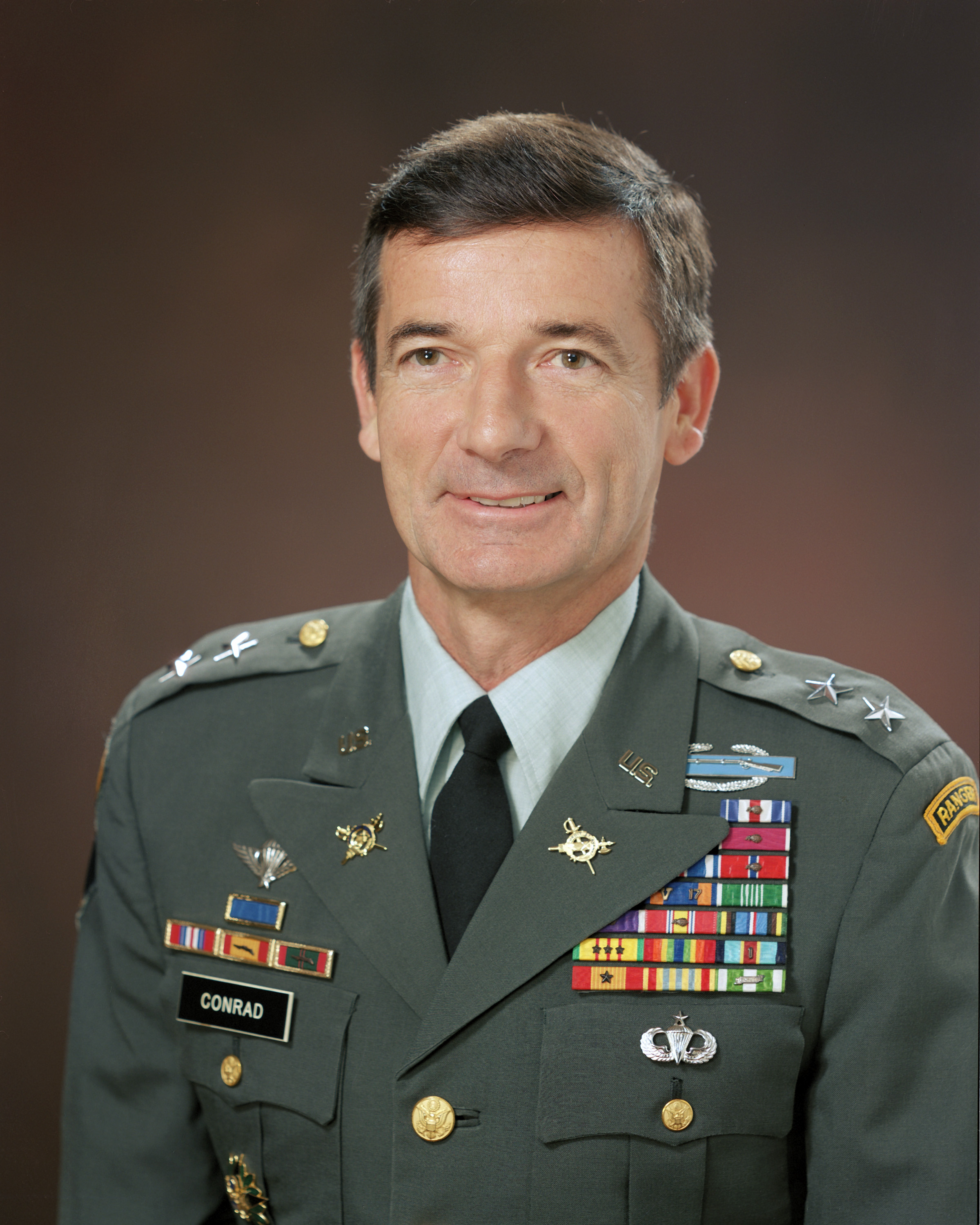
Michael J. Conrad (1986)

Michael John Conrad  (* 29. Juli 1933 in Dayton, Montgomery County, Ohio; † 6. Januar 2023 in Carmichael, Kalifornien) war ein US-amerikanischer Offizier und zuletzt Generalmajor der United States Army. Er war unter anderem Kommandeur der 1. US-Kavalleriedivision.
In den Jahren 1952 bis 1956 durchlief Michael Conrad die United States Military Academy in West Point. Nach seiner Graduation wurde er als Leutnant in das US-Heer aufgenommen. In der Armee durchlief er anschließend alle Offiziersränge vom Leutnant bis zum Zwei-Sterne-General.
Im Lauf seiner militärischen Karriere absolvierte Conrad verschiedene Kurse und Schulungen. Dazu gehörten unter anderem die Infantry School, das Command and General Staff College und das United States Army War College. Außerdem erhielt er einen akademischen Grad vom Rensselaer Polytechnic Institute.
In seinen jüngeren Jahren absolvierte er den für Offiziere in den niederen Rangstufen üblichen Dienst in verschiedenen Einheiten und an diversen Standorten in den Vereinigten Staaten. Dazu gehörten auch Aufgaben als Stabsoffizier in verschiedenen Hauptquartieren. In den Jahren 1969 und 1970 war er im Vietnamkrieg eingesetzt. Dort war er zunächst Bataillonskommandeur bei der 1. Kavalleriedivision und später Leiter der Stabsabteilung G2 (Nachrichtendienste) dieser Division. In den Jahren 1972 bis 1976 war er Stabsoffizier beim Chief of Staff of the Army. Zwischenzeitlich war Michael Conrad auch in Deutschland stationiert, wo er unter anderem Stabsoffizier bei der 1. Panzerdivision und Stabschef beim V. Korps war. Zudem kommandierte er eine Brigade der 9. Infanteriedivision in Fort Lewis, nachdem er zuvor als Stabsoffizier bei dieser Division tätig war.
Im Juni 1984 erhielt Michael Conrad als Nachfolger von Andrew P. Chambers das Kommando über die 1. Kavalleriedivision in Fort Lewis. Dieses Kommando hatte er bis Juni 1986 inne. Nachdem er sein Kommando an John J. Yeosock übergeben hatte, wurde Conrad zum Heeresministerium versetzt, dessen Stab er bis 1988 angehörte. Anschließend ging er in den Ruhestand.

## Orden und Auszeichnungen
Michael Conrad erhielt im Lauf seiner militärischen Laufbahn unter anderem folgende Auszeichnungen:
- Army Distinguished Service Medal
- Silver Star
- Legion of Merit
- Distinguished Flying Cross
- Bronze Star Medal
- Air Medal
- Army Commendation Medal
- Purple Heart